# Локшин, Моисей Абрамович
Моисей Абрамович Локшин (25 января 1929, Киев — 2 декабря 2022) — советский и российский учёный, заместитель генерального конструктора ОКБ Сухого, доктор технических наук, профессор МАИ (1980), заслуженный деятель науки Российской Федерации, заслуженный изобретатель РСФСР.

## Биография
Родился 25 января 1929 года в Киеве. В 1941 году был с родителями Абрамом Янкелевичем Локшиным (1902—?) и Ревеккой Иосифовной Ольшаницкой (1901—?) эвакуирован из Москвы в Уфу.
После окончания Московского авиационного института (1951, факультет «Двигатели летательных аппаратов») работал в ОКБ имени В. М. Мясищева.
С 1952 г. и до последних дней — в ОКБ Сухого, последняя должность — заместитель генерального конструктора по системам механического оборудования самолётов.
С 1975 по 1991 год начальник научно-исследовательского отделения.
С 1997 по 2013 год секретарь научно-технического совета ОКБ Сухого, с 2007 года член НТС «Роснано».
С 1980 года — профессор кафедры 103 МАИ.
Доктор технических наук. Автор 72 научных трудов и более 100 изобретений.
Под его руководством и при непосредственном участии созданы и внедрены в серийное производство и эксплуатацию на самолётах Су-7, Су-9, Су-11, Су-15, Су-17, Су-24, Су-25 гидромеханические системы управления, автоматы устойчивости, системы управления воздухозаборниками; на самолётах Су-27, Су-30, Су-33, Су-34, Су-35 — рулевые приводы с раздельными распределительными и исполнительными агрегатами, гидрокомплексы с номинальным давлением 280 кгс/кв. см, многоканальные электрогидроприводы.
Лауреат Государственной премии СССР. Заслуженный деятель науки РФ (29.07.1999). Заслуженный изобретатель РСФСР. Почётный авиастроитель, лауреат премии имени П. О. Сухого II степени. Награждён орденом Трудового Красного Знамени.
Умер 2 декабря 2022 года.